# Coliseum (videojuego)
Coliseum es un videojuego del tipo arcade realizado por la compañía española de videojuegos Topo Soft en 1988 para los ordenadores de 8 bits Sinclair ZX Spectrum, MSX, CPC. Fue publicado en el resto de Europa por U.S. Gold bajo su sello budget Kixx.
En este juego, que formó parte del pack Erbe 88, el jugador encarna a Benurio, hijo de un modesto comerciante, se había convertido en poco tiempo en uno de los oficiales más populares de las legiones romanas. Nerio, el jefe de la guardia pretoriana del emperador, que cegado por la envidia se había propuesto desacreditar a Benurio, le acusó de traidor al imperio por sus relaciones con una guapa joven cristiana, Calia.
Para probar su inocencia debe ganar una peligrosa carrera de cuadrigas luchando por el triunfo para el Imperio y demostrar de este modo su lealtad al emperador. El malvado Nerio ha sobornado a los otros corredores que intervienen en la prueba para que acaben con Benurio.
Este argumento está inspirado en la trama de la conocida película Ben-Hur.
El objeto del juego es lograr completar el recorrido en cuatro carreras distintas en cada una de las cuales habrá que dar cuatro vueltas, sorteando obstáculos y luchando con el resto de los contrincantes que intentarán desplazarnos de la pista o atacarnos con sus armas.
En las 3 versiones el desarrollo es idéntico, siendo la de Amstrad CPC la más destacada por sus gráficos más coloridos.

## Autores
- Programa: Eugenio Bajahona
- Gráficos: Ricardo Cancho
- Música: César Astudillo (Gominolas)
- Portada: Alfonso Azpiri.